# 신승대
신승대(1971년 12월 24일 ~ )는 대한민국의 케이블 방송국 MBC 스포츠+의 스포츠캐스터로 주로 축구 중계를 전담하고 있다.

## 생애
명지대학교 공과대학 전자공학과를 졸업하였다.2001년 스포츠전문 케이블방송인 MBC 스포츠+의 개국과 함께 1기 아나운서로 입사하여, 유럽축구, K리그 등 수년간 축구중계를 도맡아 오고 있다. 2009년 축구월간지 베스트일레븐 선정 최고의 축구캐스터로 선정되었다.

## 고유멘트
- 콜입니다. 콜!(골이 들어갔을때, '골'자를 너무 강조하다보니 '콜'로 들린다는 평이 많다.)
- 여러분 안녕하십니까? ○○○리그 신승댑니다.(오프닝 멘트)

## 경력
- 2001년 MBC 스포츠플러스 아나운서

주요 중계 종목: 축구, 야구, 복싱, 씨름

## 참조
1. ↑  '2009 FAN'S AWARDS' 부문별 수상자 확정